# National Film Award/Bester Film in Malayalam
Die Gewinner des National Film Award der Kategorie Bester Film in Malayalam (Best Feature Film in Malayalam) waren:
| Jahr | Film                              | Regisseur                             | Produzent                                  |
| ---- | --------------------------------- | ------------------------------------- | ------------------------------------------ |
| 1977 | Kodiyettam                        | Adoor Gopalakrishnan                  | K. Bhaskaran Nair                          |
| 1981 | Elippathayam                      | Adoor Gopalakrishnan                  | K. Ravindranathan Nair                     |
| 1987 | Purushartham                      | K. R. Mohanan                         | P. T. Kunhi Mohammed                       |
| 1988 | Rukmini                           | K. P. Kumaran                         |                                            |
| 1989 | Mathilukal                        | Adoor Gopalakrishnan                  | Adoor Gopalakrishnan Doordarshan           |
| 1992 | Swaroopam                         | K. R. Mohanan                         | P. T. Kunhi Mohammed                       |
| 1993 | Vidheyan                          | Adoor Gopalakrishnan                  | Ravi                                       |
| 1999 | Punaradhivasam                    | V. K. Prakash                         | V. K. Prakash                              |
| 2000 | Sayanam Kochu Kochu Santhoshangal | M. P. Sukumaran Nair Sathyan Anthikad |                                            |
| 2002 | Nizhalkkuthu                      | Adoor Gopalakrishnan                  |                                            |
| 2003 | Sabhalam                          | Asok R. Nath                          | Anil Thomas                                |
| 2004 | Akale                             | Shyamaprasad                          | Tom George Kolath                          |
| 2005 | Thanmatra                         | Blessy                                | Century Films                              |
| 2006 | Drishtantham                      | M. P. Sukumaran Nair                  | M. P. Sukumaran Nair                       |
| 2007 | Ore Kadal                         | Shyamaprasad                          | N. B. Vindhyan                             |
| 2008 | Thirakkada                        | Ranjith                               | Capitol Theatre and Varnachithra Bigscreen |

Derzeit erhalten Produzent und Regisseur des Gewinnerfilms je einen Rajat Kamal und ein Preisgeld von 100.000 Rupien.